# UJT
UJT（ユージェイティ）、うじたなおき（本名・氏田尚樹）（1969年1月1日 - ）は日本の漫画家・イラストレーター。東京都出身。

## 作品リスト
- やばいこ学園（remix アウトバーン）
- チリンヶ丘三丁目（暴走列車, UJT web）
- ドープ子ちゃん（Ollie Girls 三栄書房）
- ハイ！こちらFRESH研究所（dazzlin' 白夜書房）
- 少年DJダドーン（dig-it シンコーミュージック・エンタテイメント）
- UJTのマンガDROP!（bounce タワーレコード）
- fika with ゲッチャン（fika ソニー・エリクソン・モバイルコミュニケーションズ）
- Don't Stopメンストくん（Men's Street 竹書房）
- 日本ペンキ塗装研究会の画子ちゃん（WOOFIN' シンコーミュージック・エンタテイメント）

## 単行本リスト
- チリンヶ丘三丁目（1）（2003年・マン画トロニクス）[2]
- チリンヶ丘三丁目（2）〜涙のウィンドミル〜（2006年・マン画トロニクス）[3]
- ハイ！こちらFRESH研究所（2004年・マン画トロニクス）[4]
- ブレイクタイム manga meets music（2009年・イースト・プレス）ISBN 4781601642

関連作
- 『Macintosh Amusement Bible '93 』（1993年・技術評論社）ISBN 4874087396　氏田ナオキ名義　執筆を担当
- 『細菌ホテル』（2020年・金の星社）ISBN 4323074654　うじたなおき名義　装丁・日本語描き文字を担当